# Franco Testa
Franco Testa (ur. 7 lutego 1938 w Padwie, zm. 22 czerwca 2025) – włoski kolarz torowy, dwukrotny medalista olimpijski oraz wicemistrz świata.

## Kariera
Pierwsze sukcesy w karierze Franco Testa osiągnął w 1960 roku, kiedy wspólnie z Luigim Arientim, Mario Vallotto i Marino Vigną zdobył złoty medal w drużynowym wyścigu na dochodzenie podczas igrzysk olimpijskich w Rzymie. Na rozgrywanych cztery lata później igrzyskach olimpijskich w Tokio razem z Luigim Roncaglią, Cencio Mantovanim i Carlo Rancatim zajął w tej samej konkurencji drugie miejsce. W 1964 roku wystartował także na mistrzostwach świata w Paryżu, gdzie Włosi w składzie: Attilio Benfatto, Cencio Mantovani, Carlo Rancati i Franco Testa zdobyli srebrny medal w drużynie. W 1965 roku przeszedł na zawodowstwo, ścigał się do 1967.